# Nanker Phelge
Nanker Phelge (ook bekend als Nanker/Phelge) was de naam die de Rolling Stones tussen 1963 en 1965 gebruikten voor hun zelfgeschreven nummers. Later werd deze naam gewijzigd in Jagger/Richards. Bill Wyman verklaart in zijn autobiografie Rolling With The Stones dat Brian Jones de naam heeft verzonnen.
Later werd een aantal nummers gecomponeerd onder het pseudoniem The Glimmer Twins.

## Nummers
- Stoned (1963)
- Little by Little (februari 1964)
- Andrew's Blues (februari 1964) (niet uitgebracht)
- And Mr Spector And Mr Pitney Came Too (februari 1964) (niet uitgebracht, mede geschreven door Phil Spector)
- Now I've Got a Witness (april 1964)
- Stewed and Keefed (Brian's Blues) (juni 1964)
- 2120 South Michigan Avenue (augustus 1964)
- Empty Heart (augustus 1964)
- Play with Fire (februari 1965)
- The Under Assistant West Coast Promotion Man (mei 1965)
- I'm Alright (juli 1965)
- Aftermath (december 1965)
- Godzi
- We Want The Stones (Dit ‘nummer’ is niet meer dan een spreekkoor van het publiek, voorafgaand aan een optreden. Het staat op de live-ep Got live if you want it! uit 1965)